# Leandro Tolini
Leandro Tolini né le 14 mars 1990 à Buenos Aires, est un joueur de hockey sur gazon argentin. Il évolue au poste de défenseur au HC Tilburg et avec l'équipe nationale argentine.

## Carrière

### Coupe d'Amérique
- : 2013, 2022

### Jeux olympiques
- Top 8 : 2020